# Lycodon chithrasekarai
Lycodon chithrasekarai — вид змій з родини полозових (Colubridae). Описаний у 2020 році.

## Поширення
Ендемік Шрі-Ланки. Поширений у зоні тропічних дощових лісів на південному заході острова.

## Опис
Забарвлення тіла чорне з широкими білими поперечними смугами.